# Елькін Олександр Борисович
Олександр Елькін — український громадський діяч, засновник руху відповідального вчительства EdCamp Ukraine, голова Ради ГО «ЕдКемп Україна», радник міністра освіти і науки України (2016-2020 рр.), член Громадської ради Міністерства освіти і науки України (2016-2018 рр., 2018-2020 рр.), національний голова Global Dignity в Україні, куратор-засновник хабу Global Shapers Community Всесвітнього економічного форуму у Харкові, член Консультативної ради з питань сприяння розвитку системи загальної середньої освіти при Президентові України. Кандидат технічних наук, сертифікований Scrum Master, експерт з недискримінаційного підходу в освіті. Співавтор концепції й основ стандарту реформи “Нова українська школа”.

## Біографія
Народився 21 серпня 1984 року у Харкові. У 2001 році завершив із золотою медаллю навчання у Харківському фізико-математичному ліцеї № 27. У 2006 році закінчив магістерську програму Східноукраїнської філії Міжнародного Соломонового університету (факультет комп’ютерних наук). У 2007 році завершив заочне навчання на економічному факультеті в тому ж університеті.
Одружений, виховує двох доньок.
З 2006 до 2011 року працював у альма-матер: був заступником директора з навчальної роботи, деканом факультету високих технологій, доцентом кафедри програмного забезпечення автоматизованих систем.
З 2011 року до 2014 року — заступник директора з освітніх ініціатив у ТОВ “Стелла Сістемз”, директор системи шкільного менеджменту School Champion в Україні, мовний адвокат (українська, російська мови) платформи “Khan Academy”. 
З 2012 року — член опікунської ради Єврейського культурного центру “Бейт Дан”. 
У 2013 році заснував харківський хаб спільноти Global Shapers Community Всесвітнього економічного форуму, у 2014 році представляв Україну як повноцінний делегат на форумі в Давосі у 50-ці молодих лідерів/-ок з усього світу.  
З 2015 року — голова Ради ГО “ЕдКемп Україна”.
Член Громадської ради Міністерства освіти і науки України двох скликань 2016-2018 рр., 2018-2020 рр. 
З 2016 до 2020 року — радник (на громадських засадах) міністерок освіти і науки України Лілії Гриневич, Ганни Новосад і т.в.о. міністра освіти і науки України Любомири Мандзій.
З 2020 року — національний голова Global Dignity в Україні.
З 2021 року — член Консультативної ради з питань сприяння розвитку системи загальної середньої освіти при Президентові України.
У 2022 році вступив на магістерську програму Professional Master in Sustainability, Entrepreneurship, and Technology. Програма розроблена в кооперації двох закладів вищої освіти — європейського бізнес-університету WU Executive Academy та Tomorrow University of Applied Sciences.
З травня 2022 року — член Наглядової ради Харківського національного університету імені В. Н. Каразіна.
У березні 2023 року став національним координатором Дослідження соціальних-емоційних навичок в Україні, а з червня 2024 — Дослідження вчительської професії TALIS. Обидва дослідження створені й реалізуються Організацією економічного співробітництва та розвитку.
Є випускником Сінгапурської програми для освітніх лідерів від Національного інституту освіти (2018 рік), лідерської програми обмінів Американського конгресу “Open World” (2016 рік).

## Наукова діяльність
У 2009 році захистив дисертацію зі спеціальності 01.05.02 — "Математичне моделювання та обчислювальні методи" й отримав ступінь кандидата технічних наук в Інституті проблем машинобудування ім. А. М. Підгорного.
У вересні 2022 року став докторантом за спеціальністю «Освітні, педагогічні науки» в Інституті проблем виховання НАПН України.

## EdCamp Ukraine
У 2014 році Олександр Елькін дізнався про світовий освітянський рух EdCamp, який з'явився 2010 року у США. “Мене це мотивувало діяти. Спільно з ініціативною групою написав листа у Філадельфію, відповідь на який чекали недовго. Нам оперативно дали “зелене світло” — і ми почали творити рух EdCamp в Україні”. Після року підготовки команда EdCamp Ukraine провела першу національну (не)конференцію для шкільних педагогів. У грудні 2015 року було зареєстровано громадську організацію “ЕдКемп Україна”, а Олександр Елькін став її засновником. Загалом 46 країн приєдналися до руху EdCamp. Україна стала третьою в Європі і дев’ятою — у світі. 
Сьогодні EdCamp Ukraine є найбільшим освітянським рухом в Україні. На жовтень 2020 року до нього, за аналітичними даними організації, долучилися 55 000 освітян. EdCamp Ukraine проводить регіональні (всього 319 на кінець 2024 року) та щорічні національні (не)конференції (всього 9 у різних форматах — офлайн, онлайн і змішаному), допомагає вчительству підвищувати свій професійний рівень, бере участь у реформуванні шкільної освіти, тісно співпрацюючи з Міністерством освіти і науки України. Сам О. Елькін у 2016 році стає радником міністерки, входить до Громадської ради МОН.  
За його особистої участі, спільно з МОН були проведені дослідження “Діти і папери” (за результатами вдалося скоротити кількість паперової роботи для освітян на 22 % та скасувати деякі вимоги до шкіл від різних установ), і “Навчати і навчатися: як і куди зростати українському вчительству” (за результатами якого була скасована монополія на підвищення педагогічної кваліфікації державних інституцій), а також здійснено впровадження механізму недискримінаційної експертизи оригінал-макетів підручників і програм для учнівства. 
З 2020 року входить до складу робочої групи з питань професійного розвитку педагогічних працівників МОН України, з 2016 року — до складу робочої групи з питань політики гендерної рівності та протидії дискримінації в освіті МОН України та до робочої групи з дебюрократизації шкільної діяльності. З 2021 року входить до Консультативної ради з питань сприяння розвитку системи загальної середньої освіти (консультативно-дорадчий орган при Президентові України).
Разом з EdCamp Ukraine Олександр Елькін упроваджує в Україні міжнародну програму соціально-емоційного та етичного навчання (СЕЕН) з розвитку м’яких навичок, розроблену Університетом Еморі (США), є методистом з СЕЕН. З 2025 року є членом правління європейської спільноти програми СЕЕН. 
У 2019 році під час відвідання Індії в рамках проєкту ЕдМандри (вивчення іноземного досвіду освітянами EdCamp Ukraine) разом з колегами отримав авдієнцію у Далай-лами XIV. Згодом у 2020 році організував та модерував перший в історії діалог Далай-лами XIV з українством у прямому етері, який відбувся 20 жовтня. Співрозмовники торкалися тем миру зовнішнього і внутрішнього, освіти, екології, пандемії, співіснування людей різних націй та релігій. 
В 2022 році разом з командою EdCamp Ukraine взяв участь в Оксфордському симпозіумі зі шкільного сімейного консультування. Під час підсумкової сесії заходу, засновник симпозіуму Брайан Герард вручив організації щорічну нагороду за найкращу практику шкільного сімейного консультування за розробку інноваційних програм, які дозволяють педагогам сприяти формуванню стійкості учнівства й батьківства. 
У грудні 2023 року Олександр разом з командою EdCamp Ukraine отримали нагороду як амбасадорська організація 2023 року від Інституту травмостійкості. 
У 2024 році ГО «ЕдКемп Україна» отримала спеціальну відзнаку за інноваційний та системний підхід щодо реформування освіти України на національному конкурсі «Благодійна Україна» і нагороду за освітні інновації, що варті масштабування від глобального дитячого фонду Theirworld. 

## Відзнаки й нагороди
У 2018 році очільниця ХОДА Юлія Світлична передала Олександру Елькіну і його колегам подяки Прем’єр-міністра України “За вагомий особистий внесок у забезпечення виконання завдань державної політики в галузі освіти і науки”.
У 2018 році журнал “Фокус”, включив Олександра Елькіна до категорії “Геніальні люди. Українці, які змінюють країну і світ”.
У 2019 році він увійшов до п’ятірки номінантів “Тато-освітянин” премії “Тато року 2019”.
У 2021 році увійшов до рейтингу 100 найвпливовіших людей України за рейтингом журналу «Фокус», посівши 85 місце.
У 2022 році видання «НВ» назвало його «Українським Прометеєм».
У 2023 році увійшов до трійки переможців у номінації «Тато-освітянин» премії «Тато року 2023».
У 2024 році отримав нагрудний знак Міністерства освіти і науки України «Відмінник освіти».